# اندیس مرمر بزمان
مرمر بزمان یک اندیس مصالح ساختمانی است که در حوالی شهر بزمان استان سیستان و بلوچستان قرار دارد و مادهٔ معدنی موجود در آن، مرمریت است.